# 依存関係 (プロジェクト管理)
依存関係 (英: dependency)はプロジェクトネットワークでは、プロジェクトの期間要素間のリンクで表現される。
PMBOK ガイドでは、依存関係という用語は定義されていないが、この用語は、 2つの活動間、または活動とマイルストーン間の依存関係という論理関係として定義される。 

## 依存関係の標準的な種類
依存関係には4つの標準的な種類がある。
1. 終了-開始型、終了してから開始（Finish to start, FS）
  - A FS Bは「活動Aは、活動Bの開始の前に終了しなければならない」（または「Aが終了するまでBを開始できない」）を意味する[2]。
  - （基礎掘り）FS（コンクリート注入）
2. 終了-終了型、終了してから終了（Finish to finish, FF）
  - A FF Bは「活動Aは、活動Bの終了の前に終了しなければならない」（または「Aが終了するまでBを終了できない」）を意味する[2]。
  - （最後の章を書いた）FF（本全体を書いた）
3. 開始-開始型、開始してから開始（Start to start, SS）。
  - A SS Bは「活動Aは、活動Bの開始の前に開始しなければならない」（または「Aを開始するまでBを開始できない」）を意味する[2]。
  - （プロジェクト作業開始）SS（プロジェクト管理活動開始）
4. 開始-終了型、開始してから終了（Start to finish, SF）
  - A SF Bは「活動Aは、活動Bの終了の前に開始しなければならない」（または「Aを開始するまでBを終了できない」）を意味する。
  - （新しいシフトが開始した）SF（前のシフトが終了した）

"終了してから開始" は「自然な依存関係」である。スケジューリングの実践基準では、「通常、先行する各活動は、後続の活動（または複数の活動）の開始前に終了する（終了-開始型（FS）関係）。活動を重複させる必要がある場合には、開始-開始型（SS）、終了-終了型（FF）、開始-終了型（SF）の関係から選択する 。可能な限り、FS論理関係を使用するべきである。他の種類の関係を使用する場合は、使用するスケジューリングソフトウェアで関係がどのように実装されているかを十分に理解した上で、慎重に使用する必要がある。理想的には、すべての活動の順序は、活動開始はすべて先行する活動と論理的な関係を持ち、活動終了はすべて後続の活動と論理的な関係を持つように定義されるべきである。」 
SFはめったに使用されないため、通常は使用しないようにする。マイクロソフトはジャストインタイムスケジューリングにはSF依存関係を使用することを推奨している。 ただし、これはリソースレベリングが使用されていない場合にのみ機能する。これは、リソースレベリングが後続の活動（ジャストインタイムで終了する活動）を遅延させて終了する可能性があるからだ。論理的な先行する活動の開始よりも遅いため、ジャストインタイム要件を満たしていない。
依存関係が存在する理由に関しては、次の3種類の依存関係がある。
1. 原因（論理）
  - 書かれる前にテキストを編集することはできない
  - 建物の基礎を掘る前にコンクリートを注ぐことはできない
2. リソースの制約
  - 部屋の4つの壁を同時に塗装することは論理的に可能ですが、塗装工は1人だけしかいない
3. 裁量（優先）
  - ダイニングルームを塗装する前にリビングルームを塗装したいが、逆でも問題ない

初期のクリティカルパスから派生したスケジュールは、多くの場合、リソースが利用可能であるか、利用可能になる可能性があると想定されていたため、因果的（論理的）または裁量的（優先的）な依存関係にのみ反映されていた。少なくとも1980年代半ば以降、有能なプロジェクトマネージャとスケジューラは、スケジュールはリソースの利用可能性に依存することを認識している。クリティカルチェーン方式では、リソースの制約から派生した依存関係も考慮する必要がある。

### リードとラグ
依存関係は、リードとラグで変更できる。リードとラグの両方を、4つの種類の依存関係すべてに適用できる。
PMBOKは、ラグを「先行する活動に対して後続する活動が遅延する時間」と定義している。
例：斬新なデザインから2つの壁を構築する場合、最初の壁の2日後に2番目の壁を開始して、2番目のチームが最初の壁から学べるようにする。これは、SS型の間に遅れのある例である。
PMBOKによると、リードとは、「先行する活動に対して後続する活動を進めることができる時間です。たとえば、新しいオフィスビルを建設するプロジェクトでは、予定されたパンチリストの完成の前に造園を開始するようにスケジュールできる。これは、2週間のリードがあるFS型の関係として表示される。」 

## 活動の依存関係の高度なケース

### "最大" タイプの関係
活動Aと活動Bは、活動Aの後に遅延が最大X以下で活動Bを開始する、という場合、"最大" タイプの関係があると言われる。 "最大"タイプの関係によってシミュレートされた実際の例：
- トレンチの支保工は、必ずしも掘削直後ではなく、一定の時間内に行う必要がある。そうしないと、トレンチが崩壊してしまう。
- 赤ちゃんの予防接種は、出生直後ではなく、一定の時間内に行う必要がある。
- パスポートの更新は、現在のパスポートが発行されてから、有効期限が切れる前に行う必要がある。
- 請求書の支払いはすぐに行う必要はないが、発行後一定の時間内に行う必要がある。

"最大" タイプの関係がプロジェクト管理ソフトウェアに実装されることはめったにない。おそらく、この機能を使用すると、矛盾する依存関係を簡単に作成できないからである。